# 4e cérémonie des Boston Society of Film Critics Awards
La 4e cérémonie des Boston Society of Film Critics Awards, décernés par la Boston Society of Film Critics, a eu lieu en 29 janvier 1984, et a récompensé les films réalisés en 1983.

## Palmarès

### Meilleur film
- La Nuit de San Lorenzo (La notte di San Lorenzo)

### Meilleur réalisateur
- Paolo Taviani et Vittorio Taviani pour La Nuit de San Lorenzo (La notte di San Lorenzo)

### Meilleur acteur
- Eric Roberts pour le rôle de Paul Snider dans Star 80

### Meilleure actrice
- Rosanna Arquette pour le rôle de Jill Rosen dans Baby It's You

### Meilleur acteur dans un second rôle
- Jack Nicholson pour le rôle de Garrett Breedlove dans Tendres Passions (Terms of Endearment)

### Meilleure actrice dans un second rôle
- Linda Hunt pour le rôle de Billy Kwan dans L'Année de tous les dangers (The Year of Living Dangerously)

### Meilleur scénario
- Pauline à la plage – Éric Rohmer

### Meilleure photographie
- Un homme parmi les loups (Never Cry Wolf) – Hiro Narita

### Meilleur film américain
- Tendres Passions (Terms of Endearment)

### Meilleur documentaire
- Say Amen, Somebody